# 6.25 전쟁 기간 뉴질랜드의 군사사

뉴질랜드의 국기

6.25 전쟁 당시 뉴질랜드는 1950년 6월 27일 UN 안전보장이사회의 전투 지원 요청에 30시간 후인 1950년 6월 29일에 참전을 결정한 이후부터 6.25 전쟁이 끝날 때까지 뉴질랜드의 군사사를 다룬다. 뉴질랜드군은 참전 결정 후 1950년 7월 3일에 순양함 두 척을 출항시켰으며, 1950년 7월 26일 1개 포병부대를 새로 창설해 파병하기로 결정한 다음 날인 7월 27일부터 새로 창설한 포병부대를 ‘한국부대(Korean Force, 약칭 K-Force)’라고 명명하고, 같은 해 11월 26일까지 교육을 이수시킨 후, 12월 10일에 대한민국으로 파병했다. 뉴질랜드군은 참전 기간 동안 지상에서 가평전투를 지원하고, 코멘도작전을 지원하는 등의 활약을 펼쳤고, 해상에서는 프리깃함을 통한 호위 작전과 초계 작전을 수행했다. 이후 1953년 7월 27일 휴전이 조인되자, 뉴질랜드군은 휴전 이후 임무를 수행하다가 지상군은 1954년 11월에, 해군 함정은 1954년 3원 2일에 최종적으로 철군했다.

## 뉴질랜드 참전 배경

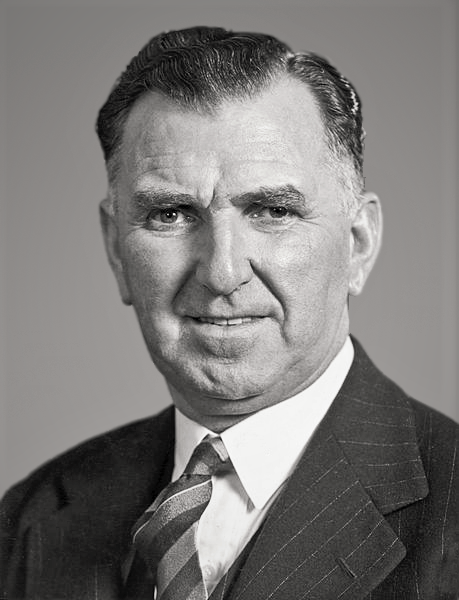
시드니 조지 홀랜드(Sidney George Holland) 수상

조선민주주의인민공화국이 1950년 6월 25일 대한민국을 기습 침공하여 3일 만에 서울을 점령하자, 미국을 전면에 내세운 UN 안전보장이사회는 조선민주주의인민공화국에게 철군을 요구했다. 이 요구가 무시되자 1950년 6월 27일 회원국들에게 한국을 지원해 줄 것을 요청했다. 뉴질랜드의 홀랜드(Sidney George Holland) 수상은 의회에서 “정부는 영·미 양국 정부와의 긴밀한 협조를 통해 필요하면 즉각 우리 해군의 프리깃함을 한국에 파견하고자 한다.”라고 밝혔으며, 이런 그의 발언이 뉴질랜드 의회에 의해 만장일치로 지지됨에 따라 미국의 대한 군사원조안이 통과된 지 30시간 뒤인 1950년 6월 29일에 뉴질랜드가 참전을 결정하게 되었다.

## 뉴질랜드군 파병 과정
뉴질랜드 해군 당국은 뉴질랜드 참전 결정에 따라 프리깃함 두 척, 푸카기(Pukaki)호 및 투티라(Tutira)호를 파병하기로 결정했다. 이후 뉴질랜드 정부는 해군 당국에 조기 출동 준비를 명령했다. 이에 1950년 7월 2일 오후 극동에 있는 영국, 미군 해군과 협조를 마지막으로 모든 출동 준비를 완료한 뉴질랜드 해군은 1950년 7월 3일 오클랜드(Auckland) 군항을 출발하여 1950년 7월 30일 한국 해역에 도착했다. 이후 뉴질랜드 해군은 본격적으로 유엔군의 해상작전에 참가하게 되었으며, 전쟁 기간 동안 총 8척의 프리깃함이 임무를 교대하면서 유수송선단 엄호, 해상초계, 기뢰 제거 작업 지원, 지상군 함포 사격 지원 등의 활동을 전개했다.
대한민국의 정황이 계속해서 악화됨에 따라 유엔 회원국들의 지상군 참여 요구가 높아졌고, 1950년 7월 14일 유엔사무총장은 뉴질랜드를 포함한 유엔 회원국들에게 지상군의 파견을 요청했다. 한편, 뉴질랜드 육군은 제한된 정규군만을 보유하고 있었기 때문에 대한민국에 지상군을 파견할 만한 여건이 안 되었다. 이에 뉴질랜드 정부는 국방위원회 토의 및 다른 영연방 국가들과의 긴밀한 접촉을 통해 1950년 7월 26일 1개 포병연대를 새로 창설하여 파병하기로 결정하고 다음 날 의회의 승인까지 얻었다.
지상군 파병 결정 다음 날인 7월 27일 뉴질랜드 육군 당국은 새로 창설할 파병부대를 "Korean Force(Kayforce)"라 명명하고 모병을 시작했다. 이 부대는 모집을 시작한 지 9일 만에 전국에서 5,982명의 지원자가 쇄도했으며, 지원한 장정들 중에는 뉴질랜드 원주민인 마오리족 장정도 다수 포함되어 있었다. 뉴질랜드 육군 당국은 이 중 1,000명을 엄선하여 1950년 11월 26일까지 모든 훈련을 이수하도록 했다. 이때 포병부대에서 근무한 경험이 있는 장병들에게는 단기 보수교육을 받게 하고, 군 경험이 없는 무경험자는 기초교육을 포함한 장기과정을 포함한 장기과정을 각각 이수하게 했다. 이들 중 성적이 우수한 자들을 선발하여 장교 38명과 사병 640명으로 구성된 포병부대를 편성하면서 뉴질랜드 제16야전포병연대라고 명명했다. 연대장은 무디(J. W. Moodie) 소령을 중령으로 승진시켜 임명했고, 나머지 인원들은 각각 개인 특기에 따라 분류해 직책을 부여했다. 또한 뉴질랜드 제16야전포병연대는 본부 및 근무 포대와 4개 포대로 편성되었으며, 25파운드 포 24문을 장비한 사실상 대대에 준하는 규모였다. 뉴질랜드 참전군 부대장에는 1946년 파리 평화 회담 시 군사고문을 역임한 파크(R. S. Park) 준장을 임명했다. 모든 준비를 마친 뉴질랜드 제16야전포병연대는 1950년 11월 말에 먼저 25파운드 포를 비롯한 중장비를 화물선인 겐지스(Ganges)호에 실어 출발하게 했으며, 본대는 1950년 12월 10일 아침 여객선 오몬드(Ormonde) 호 편으로 대한민국 부산항을 향해 웰링턴(Wellington) 항을 떠났다.

## 뉴질랜드군 부대 규모 및 편성
| 참전연인원 | 참전규모                    | 참전규모       |
| 참전연인원 | 지상군                      | 해군           |
| ---------- | --------------------------- | -------------- |
| 3,794명    | 포병대대 : 1 병력 : 1,389명 | 프리깃함 : 2척 |

위 표에 명시되어 있는 뉴질랜드군의 규모는 전쟁 기간 동안 최대 수준을 유지한 시기의 규모이다.
뉴질랜드 포병부대는 자체적으로 제16포병연대로 호칭하였으나 실제 규모는 대대급이었다.

### 뉴질랜드 지상군 부대 규모 및 편성
| 부대명       | 지휘관 | 지휘관       | 지휘관            |
| 부대명       | 계급   | 성명         | 참전기간          |
| ------------ | ------ | ------------ | ----------------- |
| 제16포병연대 | 중령   | J.W.Moodie   | 1950.12.~1951.9.  |
| 제16포병연대 | 중령   | R.J.H.Webb   | 1951. 9.~1952.3.  |
| 제16포병연대 | 중령   | McK.Paterson | 1952. 3.~1953.2.  |
| 제16포병연대 | 중령   | J.Burns      | 1953. 2.~1954.3.  |
| 제16포병연대 | 중령   | J.A.Pountney | 1954. 8.~1954.11. |

제16포병연대는 1951년 4월 26일 이전에는 영연방 제27여단에 배속되어 있었다.
이후 제27여단이 해체되고 영연방 제28여단이 제27여단을 대체함에 따라 영연방 제28여단에 배속되었다.

### 뉴질랜드 해군 부대 규모 및 편성
| 구분           | 함정명  | 작전기간          | 지휘관 | 지휘관         |
| 구분           | 함정명  | 작전기간          | 계급   | 성명           |
| -------------- | ------- | ----------------- | ------ | -------------- |
| 프리깃함 (6척) | Pukaki  | 1950.7.~1950.12.  | 소령   | L.E.Herrick    |
| 프리깃함 (6척) | Pukaki  | 1953.9.~1954.9.   | 소령   | A.V.Kempthorne |
| 프리깃함 (6척) | Tutira  | 1950.7.~1951.5.   | 소령   | P.J.H.Hoare    |
| 프리깃함 (6척) | Rotoiti | 1950.10.~1951.11. | 소령   | B.E.Turner     |
| 프리깃함 (6척) | Rotoiti | 1952.1.~1953.3.   | 소령   | G.O.Graham     |
| 프리깃함 (6척) | Hawea   | 1951.3.~1952.3.   | 소령   | F.N.F.Johnston |
| 프리깃함 (6척) | Hawea   | 1952.8.~1953.8.   | 대령   | G.R.Davis-Goff |
| 프리깃함 (6척) | Taupo   | 1951.8.~1952.10.  | 소령   | K.A.Cradock    |
| 프리깃함 (6척) | Kaniere | 1953.3.~1954.3.   | 중령   | L.G.Carr       |

## 뉴질랜드군의 주요 전투 활동

### 뉴질랜드 지상군의 주요 전투 활동
뉴질랜드 제16포병연대는 1951년 4월 가평전투에서 영국군 미들섹스(Middlesex) 연대 제1대대와 아길(Argyll) 연대 제1대대, 호주연대 제3대대에 대한 화력 지원을 효과적으로 수행해 중공군 공세를 저지하는데 크게 기여했다. 이후 뉴질랜드 포병연대는 마량산 전투, 제임스타운선 방어 작전 등에서 영연방 제28여단에 화력 지원을 수행하면서 큰 전공을 세웠다.

#### 뉴질랜드 제16야전포병연대

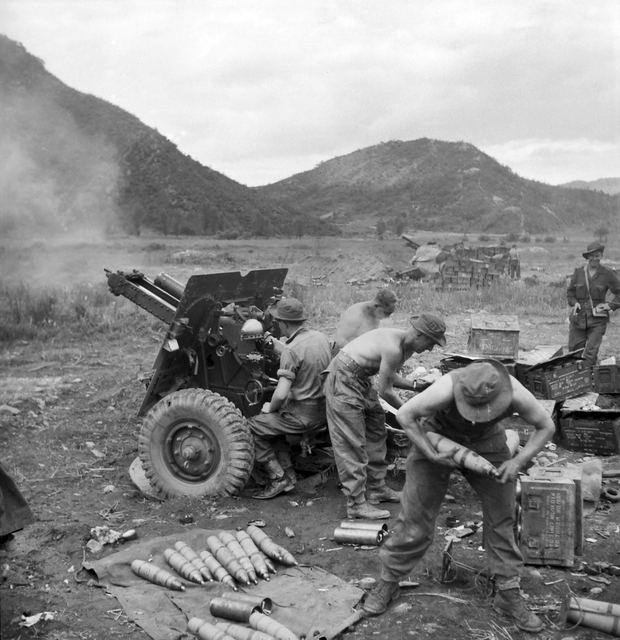
뉴질랜드 제16야전포병연대의 25파운드 포

뉴질랜드 제16포병연대는 장교 38명과 사병 642명으로 3개 포대로 편성된 중령이 지휘하는 대대급 규모였으나 연대로 호칭되었다. 제16야전포병연대는 구경 105mm에 해당하는 25파운드 포 24문으로 장비되어 있었다.
뉴질랜드 제16야전포병연대는 21일간의 항해 끝에 1950년 12월 31일 오후 목적지인 부산항에 입항했다. 뉴질랜드 포병연대는 부산진 부근의 숙영지에 여장을 풀었으며, 그때부터 장병들은 이미 도착해있는 포와 기타 장비 등을 분류하여 정리하는 등의 바쁜 일정을 보냈다.
1951년 1월 12일 저녁에 뉴질랜드 제16야전포병연대는 미 제8군으로부터 "부산 북서쪽 80km 지점의 경상남도 밀양으로 이동해 포구수정훈련을 시행하라"라는 명령을 받았다. 이에 제16포병연대는 1월 13일 14시 차량으로 부산진을 출발하여 19시 무렵에는 각 제대의 엄호 차량들이 훈련장으로 선정된 밀양천 뚝변에 도착했다. 이 과정에서 1대의 차량이 엄호 대열에서 이탈하여 행방불명되었는데, 실종된 차량에는 롱 준위와 포수인 맥도날드(R. MacDonald) 일등병이 타고 있었다. 이들은 삼량진에서 길을 잘 못 들어 북한군 게릴라를 만나게 되었고, 이에 따라 맥도널드는 목에 총상을 입은 채로, 롱은 민가로 도망친 후 게릴라들에게 붙잡혀 사망했다.
밀양에서 포병들은 전투 준비를 계속했다. 포수들에게 가장 중요한 과제는 포구수정훈련을 숙달하는 것이었고, 여기에는 대략 5일 정도가 소요되었다. 1951년 1월 20일 제16포병연대는 밀양에서 146km 떨어진 경기도 이천시 장호원 남쪽 지역으로 이동을 시작해 21일 늦은 시간에 도착했다. 도착 직후 미 제9군단에 소속된 미 제24보병사단 예하의 영연방 제27여단에 속하게 되었다. 이어 1월 22일 제1포대가 미들섹스대대, 제2포대가 아길대대, 제3포대가 오스트레일리아대대 본부에 각각 합류했다.
1951년 1월 25일부터 중국군이 6·25 전쟁에 개입한 이후 최초의 반격작전인 선더볼트 작전(Operation Thunderbolt)이 시작됐다. 이 작전에서 뉴질랜드 포병들은 그동안 갈고닦은 실력을 발휘했다. 유엔군의 반격이 계속되자 중국군은 1951년 2월 11일 강원도 원주에서 홍천 방향으로 제4차 공세를 감행했다. 한국군 2개 사단이 연이어 붕괴되면서 그 여파가 미 제2사단으로 밀어 닥쳤다. 미 제2사단 예하 제23연대(프랑스대대 배속)가 경기도 양평군 지평면 지평리에서 고립됐다.
1951년 2월 14일 영연방 제27여단은 중국군의 공격으로 횡성이 적의 수중에 들어가자 지평리 일대의 유엔군 전선에 생긴 20km 공백을 담당하라는 명령을 받았다. 이에 따라 제27여단은 14일 새벽에 한강을 도강했고, 이때 뉴질랜드 제16야전포병연대가 함께 했다. 경기도 여주시 주암리 3km 전방에서 선두에 있던 미들섹스대대 소속 보병들이 24번 국도 우측의 112고지에서 굴착 작업을 하고 있는 중국군을 목격하여 제16포병연대의 지원을 받아 늦은 오후 영국군이 고지를 공격해 점령한 후 진지 강화에 착수했다.
1951년 2월 15일 새벽 5시경, 중국군이 112고지의 미들섹스대대 진지를 강력히 공격했다. 이에 뉴질랜드 포병들이 즉각적으로 반응하여 많은 적들을 사살했다. 이때 포격으로부터 살아남은 적들이 미들섹스대대 전방 중대의 선두 소대로 침투하기 시작했다. 전방 관측장교로 통신병 맥구빈(H. K. McGubbin) 하사를 대동하고 동 중대에 나가있던 록스버(A. A. Roxburgh) 대위는 미들섹스대대의 직접 지원 임무를 맡았다. 록스버 대위는 재빨리 A포대에 일제사격을 요청해 공격하는 중국군에게 25파운드 탄을 집중시켜 많은 적들을 순식간에 사살했다. 한편, 일부 진내로 침투한 적병들이 따발총을 난사하고 수류탄을 투척하면서 중대 관측소까지 육박했는데, 록스버 대위와 맥구빈 하사는 소총과 수류탄으로 교전하여 적의 접근을 끝까지 허용하지 않음으로써 관측소를 사수할 수 있었다. 이에 연대는 두 장병의 모범적인 감투정신과 전공을 높이 평가하여 록스버 대위에게는 'Military Cross'(충무무공훈장 상당)를, 맥구빈 하사에게는 'Military Medal'(화랑무공훈장 상당)을 각각 수여했다.

#### 가평전투

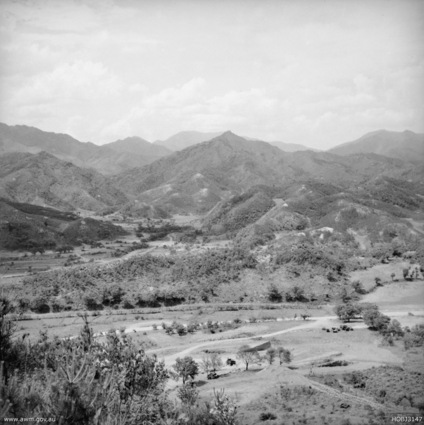
1952년 가평의 모습

가평전투는 영연방 제27여단이 1951년 4월 19일 사창리 4km 서쪽에서 한국군 제6사단 제19연대에 전선을 인계한 후 다음 군단 예비로 가평으로 남하한지 만 3일째인 23일에 이른바 중공군 제1차 춘계공세로 발단된 전투로 영연방 제27여단, 특히 주 전투대대인 호주와 캐나다대대에 영광을 안겨준 격전이었으나 지원부대인 뉴질랜드 제16포병연대에게도 영광과 시련을 동시에 안겨준 전투이다.
1951년 4월 21일 야간, 한국군 제6사단은 사창리 방향으로 급속 남하하는 중공군의 대공세에 직면하게 되었다. 이때 사창리 일대에서 전방으로부터 계속 철수하는 한국군을 엄호하고 있던 뉴질랜드 포병연대는 24시가 조금 지나 가평 부근 사리대에 위치한 영연방 제27여단 지휘소로부터 "곧 현장에 도착할 미들섹스대대의 엄호 아래 한국군의 철수를 지원하면서 축차 철수를 하라"라는 명령을 받았다. 하지만 전방의 전황이 급격히 악화되어 얼마 후 사창리에 도달한 미들섹스대대가 뉴질랜드 포병들을 엄호하기 위해 그 전방 고지를 점령했을 때는 이미 중공군이 미들섹스대대의 진지를 공격하고 있었다. 이에 따라 엄호를 받기로 되었던 연대는 오히려 미들섹스대대 고지 철수를 지원하게 되었다. 뉴질랜드 포병연대는 25파운드 포구를 미들섹스대대 진지로 돌려 공격해오는 적에게 직접사격을 집중했고, 이에 힘입어 고지로부터 철수하기 시작한 미들섹스대대 장병들은 연대 포진지로 집결하기 시작했다. 뉴질랜드 포병연대의 연대장인 무디 중령은 이때 우선 A포대에 대해 사격을 중지시키고 철수 명령을 내렸다. 그러자 미들섹스대대의 장병들은 급히 견인차, 트레일러, 그리고 차량 등에 올라타기 시작했고, 질서정연한 철수가 이루어졌다. A포대가 출발한 지 얼마 지나지 않아 C포대가 그 뒤를 따랐고, 약 20분 후에는 B포대의 4문만 남고 모두 축차 철수를 진행했다. 남은 4문은 점차로 사정을 줄여가며 사격을 계속하던 중 미들섹스대대가 고지로부터 철수한 것을 확인하고 대기하고 있던 마지막 보병들을 탑승시켜 철수를 개시했다.
한편, 군단 예비로 가평 부근에 있던 영연방 제27여단은 이때 캐나다대대와 호주대대를 가평 북방 가평천 좌우고지에 배치하여 제2방어선을 편성하고 북으로부터 철수하는 한국군 제6사단을 엄호하는 동시에 중공군의 가평 침투를 저지하기 위한 전투를 준비하고 있었다. 1951년 4월 23일 22시, 철수하는 한국군을 추격해온 중공군이 여단 우측의 호주대대 진지를 공격하기 시작하여 가평평야에는 혈전이 전개되었다. 이에 23일 저녁 가평 1.5km 동북쪽 북한강 북안 기슭에 전개해있던 뉴질랜드 포병연대는 우측 호주대대에 파상공격을 가해오는 중공군에게 25파운드 포를 계속 집중시켰다. 그러나 중공군은 뉴질랜드 포병의 집중사격과 호주대대의 저항에도 불구하고 막대한 병력으로 계속된 파상공격을 수행했다. 결국 중공군은 뉴질랜드 포병연대의 탄막을 뚫고 최전방에 배치된 B중대의 진지를 유린한 후, 그 후방 D중대 진내로 침투했다. 그 일부는 504고지 남단에 위치한 대대 CP(Command Post)까지 침투해 여단 전체를 크게 위협했다. 이에 여단장 버크(Burke) 준장은 교전을 계속되면 사상자만 속출할 것으로 판단하고 4월 24일 17시에 호주 대대장에게 철수 명령을 하달했다. 대대 철수가 시작되자 중공군은 추격을 해왔으나 대기 중이던 뉴질랜드 포병의 집중 저지사격에 의해 다수의 사상자가 발생했다. 중공군은 일시에 가평으로 남하하려 했지만 뉴질랜드 포병의 저지사격으로 뜻을 이루지 못하자 이날 야간에 좌측의 캐나다대대의 진지를 공격하기 시작했다. 이 공격 역시 철야로 계속되었으나 뉴질랜드 포병과 증원 나온 미 포병대의 협조된 지원사격으로 100구가 넘는 시체를 남긴 채 도주했다.
뉴질랜드 제16야전포병연대는 3일간에 걸친 가평전투에서 3,000~10,000m 사정권 내에 드는 각종 표적에 약 10,000발의 25파운드 탄을 발사하여 중공군에게 막대한 피해를 입혔으며, 이로 인해 중공군은 호주대대 진지에서만 약 4,000명의 사상자가 발생했다. 연대장 무디 중령은 사창리에서 중공군 대부대의 추격을 받으면서도 단 1문의 포도 잃지 않고 질서정연하게 철수시킨 전투지휘능력을 인정받아 무공훈장(Distinguished Service Order)을 수여 받았다.

#### 코만도 작전

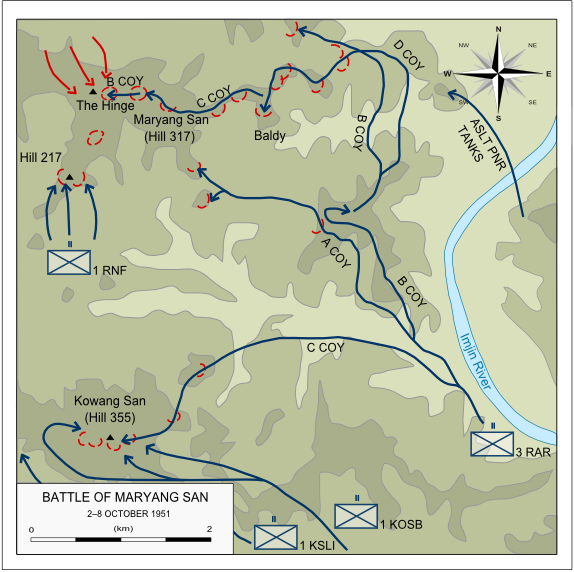
마량산 전투 전개 과정

뉴질랜드 제16야전포병연대는 전곡 서측 15km 지점 세골에서 영연방 제1사단이 실시한 코만도 작전 시 영연방 제28여단의 고왕산, 마량산 공격작전을 지원했다. 뉴질랜드 포병연대는 6일간의 전투에서 72,000발의 포탄을 발사해 6·25 전쟁에 참전한 이래 단일 작전으로서는 가장 많은 포탄을 사격했다.
코만도 작전은 1951년 10월 3일 미 제1군단이 현 방어선인 캔사스-와이오밍선을 제임스타운(Jamestown) 선으로 추진시키는 군단 작전이었다. 이때 사단장 카젤스(Cassels) 소장은 사단 공격을 위해 군단 포병의 지원을 요청하는 한편 뉴질랜드 포병연대가 우일선 영연방 제28여단의 공격 대대들을 직접 지원하도록 명령했다. 이에 뉴질랜드 포병연대는 작전 개시 하루 전인 10월 2일 일몰 시까지 217고지와 마량산 등을 공격하는 영연방 제28여단을 위한 지원사격 준비를 완료했다. 3일 새벽 뉴질랜드 포병연대의 지원사격 하에 일제히 공격을 개시한 3개 보병대대는 오전 중 비교적 순조로운 공격 진도를 보였다. 특히 맨 우측에서 마량산을 목표로 공격한 호주 대대는 이른 아침 안개를 뚫고 진격한 끝에 적의 큰 저항에 부딪히지 않고 10시에 중간목표인 199고지를 점령했다. 그러나 오후부터 3개 대대가 모두 중공군의 치열한 저항에 부딪치기 시작하자 공격을 중단하고 야전 전투에 대비했다. 이날 밤 뉴질랜드 포병은 각 목표지역 일대와 예상되는 적의 집결지 등에 계속하여 포격을 집중시켰다.
다음날 이른 아침 3개 대대의 공격은 다시 계속되어 12시경 좌측 영국대대가 중공군 저항을 물리치고 고왕산을 점령했다. 하지만 그 우측 217고치 및 마량산을 공격하던 대대는 일진일퇴 격전을 거듭했다. 그러자 여단장은 뉴질랜드 3개 포대의 전 화력을 217고지로 집중시켜 마침내 적을 격퇴하고 목표를 점령했다. 이처럼 우일선 영연방 제28여단은 마지막 목표인 217고지 및 마량산 공격에서 3일간의 혈전을 거듭한 끝에 결국 1951년 10월 8일 217고지 점령을 끝으로 마량산을 포함한 여단에 부여된 제임스타운 선상의 전 목표를 점령했다.

#### 고왕산 전투와 후크 고지 전투

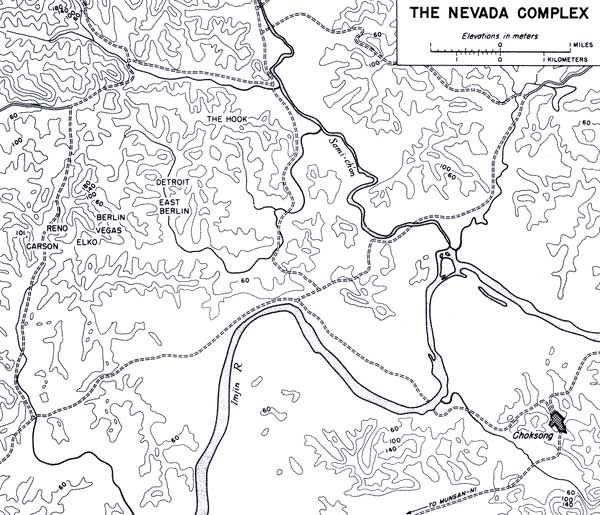
사미천 서안의 후크 고지 일대

1952년 10월 23일 우일선 캐나다 제25여단 지역인 고왕산에서 영연방 제1사단의 가장 치열한 전투가 벌어졌다. 이날 캐나다 대대는 중국군 1개 대대 규모의 공격을 받고 강력한 역습으로 적을 저지했다. 이 전투에서 뉴질랜드 포병연대를 포함한 사단 포병부대들은 중국군의 집결지 등에 집중사격을 가했다. 이날의 전투를 전후하여 중국군이 약 4,000발의 포탄을 사격한데 비해, 사단은 그 2배인 8,000발의 포탄과 4,000발의 박격포탄을 사격했다.

뉴질랜드 포병연대는 1952년 12월 사단 우인접 부대인 국군 제1사단을 지원했다. 12월 11일 중국군 제140사단 제420연대가 고왕산 동북쪽 전초기지를 공격했다. 연대는 사단장의 명령으로 망운리 포대의 포를 동북쪽으로 돌려 제1사단의 전투를 지원했다. 이때 중국군 표적에 3,400발을 집중시켜 국군 제1사단의 작전에 크게 기여했다. 

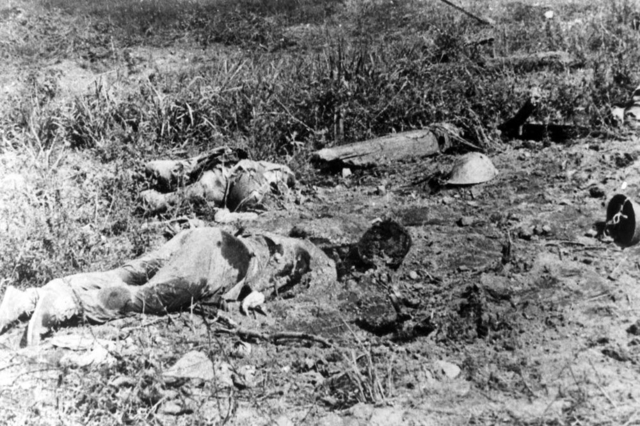
1953년 7월 후크 고지 일대에 있는 중국군의 시체

뉴질랜드 포병연대는 망운리 포대진지에서 1953년에도 우일선 영연방 제28여단에 대한 직접 지원 임무를 계속했다. 포병연대는 1953년 2월 1일부터 영연방 제1사단으로부터 임무를 인수한 미 제2사단의 예하부대 중 우일선에 배치된 미 제9연대를 1953년 4월 9일까지 70일 동안 직접 지원했다. 이 기간 중인 1953년 3월 17일 새벽 중국군이 포격을 집중하면서 1개 대대의 병력을 투입해 고왕산 서측의 미군 진지를 공격했다. 치열한 접전은 10시까지 계속되었고, 마침내 미군의 역습으로 적은 패주했다. 이때 뉴질랜드 포병연대는 적 집결지에 4,600발을 사격해 다수의 중국군을 살상했다.
한편 뉴질랜드 포병연대는 1953년 4월 9일 영연방 제1사단이 전선으로 복귀하자, 우일선에 배치된 영연방 제28여단을 직접 지원하게 되었다. 중국군은 고왕산에 대한 거듭된 공격 실패에 재공격을 완전히 포기하였는지 이후로는 공격의 방향을 좌측여단 지역인 사미천 서안의 후크(Hook) 고지로 전환했다. 중국군은 공격에 앞서 후크 고지 일대에 무려 1만여 발 이상의 포격을 집중했다. 이 전투에서 방어부대인 영국군 제29여단 예하 대대는 군단 포병 일부를 포함한 전 사단 포병부대의 화력집중에 힘입어 수차례에 걸쳐 역습을 반복했다. 마침내 그들은 다음 날 새벽에 중국군을 완전히 몰아내는데 성공했다. 전투를 지원하기 위해 사단은 도합 2만 4,000발의 포탄을 발사했는데, 그중 4,500발은 뉴질랜드 포병연대가 발사한 포탄이었다.

### 뉴질랜드 해군의 주요 전투 활동
뉴질랜드 해군 프리깃함은 1950년 7월 27일 일본 사세보항에 도착하여 미 극동해군사령부의 작전지휘 하에 들어갔다. 다음날 호위기동분대에 배속되어 사세보와 부산을 왕래하며 병력 및 탄약 등 군 보급물자를 수송하는 수송선단 호위임무를 시작으로 전쟁 기간 동안 한국 해역에서 유엔 해군의 일원으로 활동했다. 6·25 전쟁 기간 동안 뉴질랜드 해군은 8척의 함정을 교대로 투입하며 수송선단 엄호, 해상초계, 기뢰 제거 작업 지원, 지상군 함포사격 지원 등의 활동을 전개했다.

#### 푸카기호와 투티라호의 호위작전

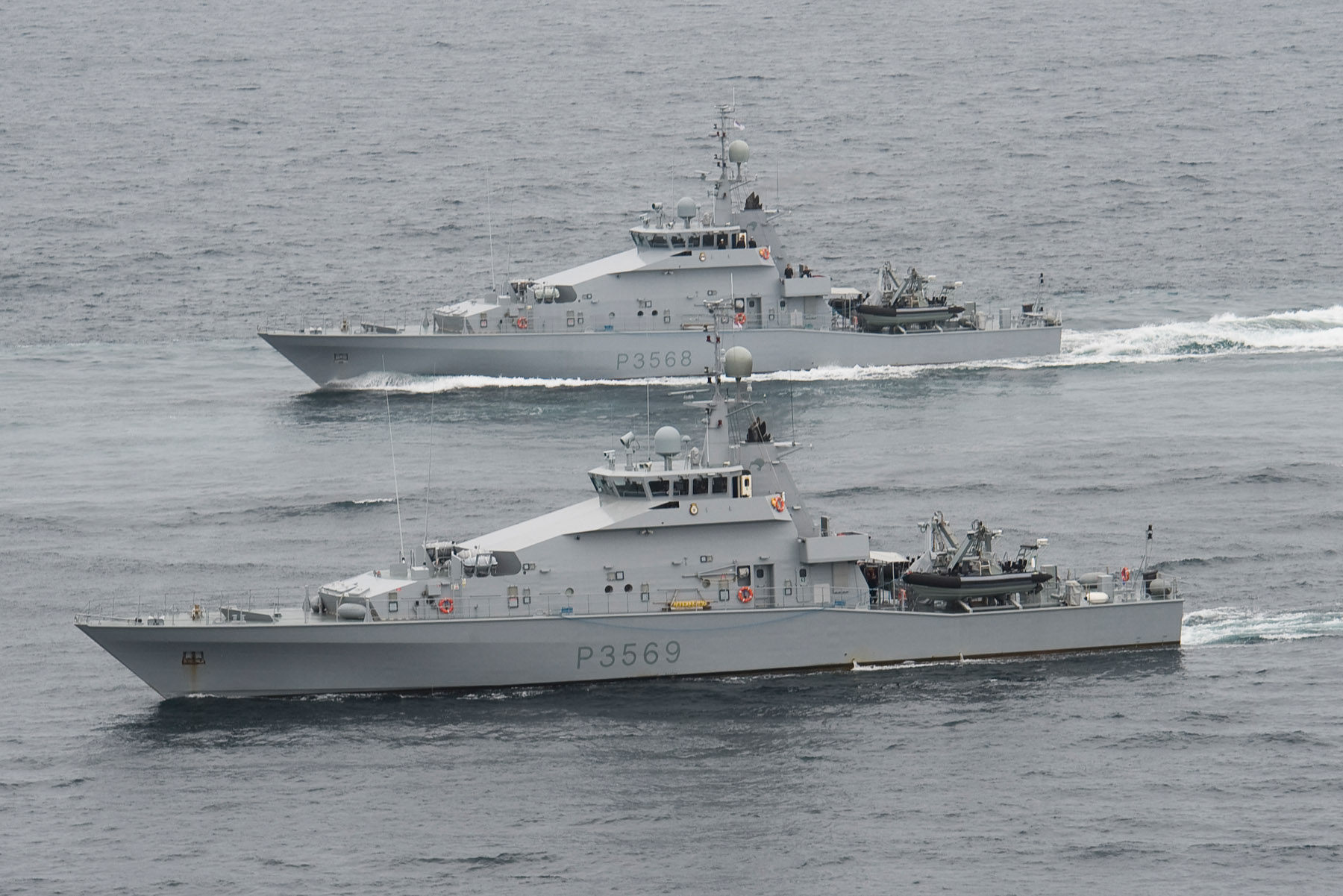
뉴질랜드 함정 푸카기(Pukaki)호와 로토이티(Rotoiti)호의 모습

뉴질랜드 푸카기호와 투티라호가 1950년 8월 1일 아침 미 극동해군사령부의 명령에 따라 영국 블랙스완(Black Swan)호의 함장 제이(Jay) 대령이 지휘하는 호위기동분대(TE-96.50)에 배속되었을 당시 유엔 지상군은 낙동간 선으로 철수해 마지막 방어선을 편성하고 일대 결전을 겨룰 채비를 갖추고 있었다. 유엔 지상군의 운명은 유엔 해군이 얼마나 신속하게 병력과 물자를 수송해 주느냐에 달려 있었다. 푸카기호와 투티라호의 호위임무는 9월 초까지 약 4주 동안 계속됐다. 이들은 이른 오후 수송선단과 함께 사세보항을 출발해 다음날 이른 아침 부산항에 도착하는 것을 반복하여 지원했다. 푸카기호와 투티라호는 수송선단이 안전하게 항만에 진입할 때까지 항만 외곽에서 초계하다가 다시 사세보항으로 되돌아오는 작전을 반복했다.
한편 뉴질랜드 프리깃함 푸카기호와 투티라호는 1950년 9월 12일 명령에 따라 인천상륙작전을 위해 특별히 편성한 제7합동기동부대의 예하부대인 초계 및 엄호전대(TG-96.7)에 배속됐다. 이들은 상륙작전 당일인 9월 15일을 전후하여 초계 엄호전대의 일부로써 인천항 입구까지 약 64km 해상을 왕래하며 유엔해군 대형함정들을 엄호했다. 이들은 인천상륙작전에 참가한다는데 큰 의의를 두고 작전을 성공적으로 수행했다. 이어서 푸카기호와 투티라호는 10월 초 유엔군의 원산상륙작전을 지원했고, 10월 하순에 서해안 지원전대(TG-95.1)에 배속되었다. 이후 뉴질랜드 프리깃함들은 계속해서 영연방 해군과 함께 작전을 전개했다.
1950년 11월 4일 뉴질랜드 해군은 로토이티(Rotoiti)호를 한국전선에 투입하고 푸카기호와 임무를 교대하도록 했다. 한 조를 이루게 된 투티아호와 로토이티호는 서해안 지원전대에 배속되어 인천-진남포 간을 왕래하는 유엔 함정들을 호위했다. 당시 가장 중요한 보급기지인 진남포항과 그 접근로에는 공산군의 기뢰가 도처에 매설되어 있어 유엔 해군 함정들에 큰 장애가 되었다. 투티라호와 로토이티호는 유엔 함정 호위에 앞서 소해 상황을 파악하고 적의 기뢰부설 작업을 감시했다. 하지만 중공군의 참전으로 유엔군이 전면 철수하자 12월 초 진남포는 다시 공산군이 점령하게 되었다.
유엔군 서해안 지원전대는 공산군 기뢰부설을 비롯한 해상활동을 차단하기 위해 해안 초계를 강화했다. 특히 수심이 얕은 내륙 해안까지의 접근이 가능한 프리깃함들을 소해 작업 엄호임무에 우선적으로 투입했다. 이에 따라 뉴질랜드 해군의 투티라호와 로토이티호도 1951년 3월 백령도 근해에서 소해작업 중인 2척의 한국 해군 소해정을 엄호했다. 이 소해 작업은 심한 조수간만과 기상에도 불구하고 3주 만에 성공적으로 완수되었다.

#### 로토이티호와 화이아호의 초계작전
1951년 4월 26일 화이아(Hawea)호를 한국전선에 투입해 투티라호와 임무를 교대하도록 했다. 이로써 제1차로 참전한 푸카기호와 투티라호는 뉴질랜드로 귀국했다. 한편, 유엔군 해상작전은 새로운 양상을 띄기 시작했다. 즉, 전선이 교착되면서 유엔 해군은 호위임무보다 해안 초계, 함포사격, 요란사격, 해안 기습작전 엄호 등의 공격작전으로 전환했다. 화이아호는 1951년 4월 하순 서해안 지원전대에 배속되어 5월 18일 숙도-석도 간 초계임무를 수행하던 중 숙도 건너편 내륙 해안에 적의 포진지를 발견해 포격으로 완전히 파괴했다. 이것이 뉴질랜드 해군 참전 이후 최초의 함포사격이었다. 이어 로토이티호는 1951년 8월 25일 야간 영국 해병 특공대와 합동해 서곶리의 공산군 포병진지에 기습공격을 감행했다. 특공대는 로토이티호 수병 7명과 영국 해병 11명으로 편성되었다. 특공대는 로토이티호에서 하선한 다음 보트에 분승해 목표지점에서 약 150m 떨어진 해변까지 진출했지만 공산군에게 발각되어 역습을 받았다. 이에 특공대는 기관총 사격을 가하면서 철수했고, 이 과정에서 로토이티호 수병 1명이 적탄에 맞아 전사했다. 이는 6·25 전쟁 기간 중 뉴질랜드 해군의 유일한 인원 손실이었다.

#### 타우포호와 로토이티호의 작전

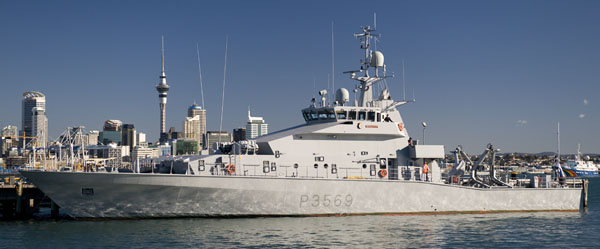
뉴질랜드 함정 타우포(Taupo)호의 모습

1951년 10월 뉴질랜드 해군은 타우포(Taupo)호를 한국전선에 투입해 로토이티호의 임무를 인수하도록 했다. 이후 로토이티호는 1952년 2월 초 다시 한국 해역으로 복귀하여 화이아호와 임무를 교대했다. 타우포호는 1951년 10월 중순부터 연말까지 서해안 주요 도서 초계임무를 계속하던 중에 1952년 2월 중순 뉴질랜드 함정으로는 최초로 동해안 양도에 파견되어 열차 파괴 작전에 참가했다. 열차 파괴 작전은 열차 보급이 종료될 때까지 수행하는 장기 작전이었다. 1952년 2월 19일 아침 타우포호는 처음으로 열차 파괴 작전에 참가하여 양도-성진 간 해역을 초계했다. 이때 타우포호는 양도가 치열한 적의 포격을 받고 있는 가운데 적이 범선 15척에 탑승해 접근하고 있는 것을 목격했다. 타우포호는 미국 엔디코트(Endicott)호와 쉘톤(Shelton)호의 엄호 하에 적의 범선들을 향해 포사격을 집중했다. 공산군의 선박들도 자동화기 사격으로 대항하며 사격전을 전개했다. 이 과정에서 적전 10여 척이 아군 함포사격에 침몰하자 나머지 5척은 서둘러 도주했다. 타우포호는 적선을 추격했으나 적의 해안포에 의한 포격을 받아 기계실 일부가 파손되어 어쩔 수 없이 철수하게 되었다. 이처럼 공산군의 양도 점령 시도는 타우포호를 포함한 유엔 해군의 반격으로 인해 좌절되었다. 이 전투에서 타우포호는 적선 10척과 이에 탑승한 공격부대를 함께 수장시켜 큰 전과를 올렸고, 이어 양도에 의무대원들을 상륙시켜 부상자들을 치료하고 후송하는 역할을 수행했다.
한편 1952년 2월 초 로토이티호는 제2차로 투입되어 서해안 지원전대 소형 함정들과 함께 작전을 수행했다. 이들은 한강 북안의 공산군 진지에 함포사격을 가하거나 숙도와 석도를 비롯한 주요 도서 초계임무를 수행했다. 5월 3일 로토이티호는 옹진군 기린도 연안을 초계하던 중에 적 해안포대를 발견하고 함포사격을 집중하여 완전히 제압했다. 로토이티호는 연안 초계 등을 수행하면서 숙도와 백령도에서 작전하는 유엔군 유격부대 작전을 지원했다.

#### 화이아호와 카니어호의 작전

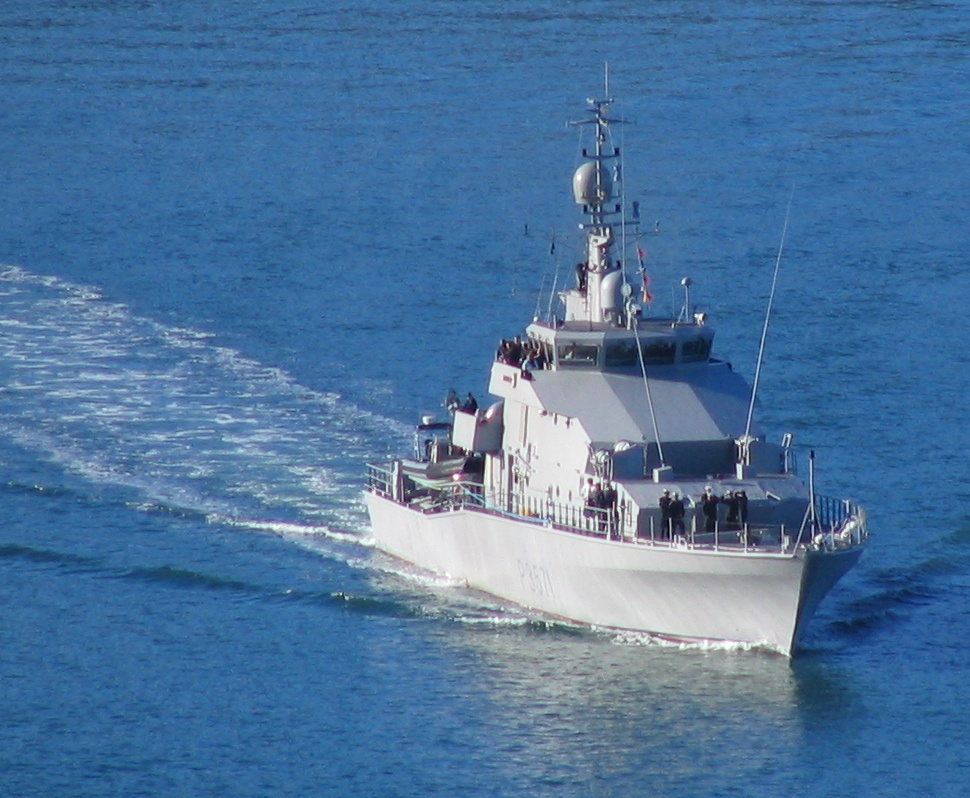
뉴질랜드 함정 화이아(Hawea)호의 모습

1952년 10월 타우포호가 뉴질랜드로 귀항하고 화이아호가 다시 한국 해역에 투입되어 제2차 참전에 들어갔고, 1952년 2월 하순에는 제2차 참전을 끝으로 귀항한 로토이티호를 이어 새로 카니어(Kaniere)호가 한국 해역에 도착했다. 1953년 1월 7일 화이아호는 서해안 지원전대로 복귀하여 해안 초계 작전을 수행했는데, 장산곶 남쪽 월내도 연안을 초계하던 중에 적의 해안포로부터 사격을 받아 사격전을 전개했다. 화이아호는 다음날 아침까지 계속 포격을 집중해 적의 포병진지를 완전히 제압했다. 화이아호는 2월 말 동해안 양도 기동분대에 파견되어 미 해군 함정들과 같이 초계임무를 수행했고, 열차 파괴 작전에도 참가했다. 화이어호는 3월 4일 150명의 공산군 유격부대가 양도에 상륙했다는 보고를 접했다. 하지만 화이아호는 적이 사정거리 밖에 있어 미 공군기에게 표적 지시를 제공하여 적을 제압하는데 기여했다.
한편 1953년 4월 25일 카니어호는 첫 임무로 미 소해정 엄호임무를 맡게 되었다. 이에 카니어호는 미 소해정들에 사격을 가하는 적의 해안포 진지에 함포사격을 집중해 완전히 제압하는 전과를 올렸다. 이어 카니어호는 서해안 도서 초계임무를 수행하다 영국 엘리자베스(Elizabeth) 여왕 대관식 날인 6월 2일 화이아호와 함께 일본 구레항에서 수일을 보낸 후 서해안 지원전대로 복귀했다.

## 뉴질랜드군의 철군
뉴질랜드 제16포병연대는 1953년 7월 27일 10시에 휴전이 조인되고 22시부터 일체의 적대 행위가 중지되자 후방 지역으로 철수를 준비했다. 뉴질랜드 포병연대는 철수하기 전까지 임진강 캠프에 주둔해 있었고, 영연방 사단이 해체된 1956년 5월 10사단의 역할이 끝나자 이 시점부터 80명의 수송부대가 영연방 사단의 일원으로 복무했다. 연대는 휴전 이후의 임무를 수행하다가 1954년 11월에 한반도에서 철군을 완료했다. 한국부대(Korean Force)는 1957년 7월 27일 마침내 한국에서 철수했다.
뉴질랜드 해군 함정은 프리깃함 카니어호가 휴전 협정 체결 이후 주요 도서지역에서 활동하던 유엔군 유격부대 철수를 엄호한 후 휴전 이후의 임무를 수행했다. 이때 뉴질랜드의 해군은 1954년부터 영국 극동함대에 소속되어 한국을 주기적으로 방문하는 호위함 1척으로 축소되었다. 뉴질랜드 해군은 1954년 3월 2일에 최종적으로 뉴질랜드로 귀항했다.

## 뉴질랜드의 참전 결과

### 뉴질랜드군 인명피해 현황
| 전사/사망 | 부상 | 실종 | 포로 | 계    |
| --------- | ---- | ---- | ---- | ----- |
| 23명      | 79명 | 1명  | -    | 103명 |

뉴질랜드군은 가평전투를 비롯한 마량산 전투와 고왕산 전투, 그리고 후크 고지 전투 등을 수행하는 과정에서 23명이 전사 및 사망하고 79명이 부상을 입었으며, 1명이 실종되는 인명피해가 발생했다. 이때 실종된 1명은 포로 송환시 귀환했다.
| 이름                                     | 계급           | 사망일자   |
| ---------------------------------------- | -------------- | ---------- |
| Allnatt, Edward William                  | 포수           | 1951.11.26 |
| Bailey, Allwyn                           | 포수           | 1951.11.17 |
| Berry, Peter Rex                         | 포수           | 1953.2.14  |
| Burborough, John Ewing                   | 운전수         | 1954.11.4  |
| Carson, Ramon Deane                      | 포수           | 1953.6.6   |
| Clark, Ivo Raymond                       | 포수           | 1954.6.5   |
| Compton, Robert Edward                   | 포수           | 1951.11.24 |
| Cook, Gordon Brian                       | 상등병         | 1952.5.26  |
| Cooper, Leslie John                      | 포수           | 1951.10.13 |
| Cooper, William Henry                    | (해군)3등 수병 | 1950.7.29  |
| Dickson, Wallace Bruce                   | 포수           | 1951.10.4  |
| Fielden, Dennis Siddall                  | 소위           | 1951.4.24  |
| Frith, Mervyn Frederick                  | 포수           | 1951.11.5  |
| Griffiths, Eric James                    | 포수           | 1953.2.17  |
| Hamilton, William Todd Lawson Richardson | 통신병         | 1950.10.22 |
| Humm, Herbert Lester                     | 운전수         | 1955.10.21 |
| Jackson, Donald Cameron                  | 포수           | 1951.11.27 |
| Long, Richard George                     | 상사           | 1951.1.13  |
| MacDonald, Ronald                        | 포수           | 1951.1.13  |
| Marchioni, Robert Edward                 | (해군)이등병   | 1951.8.25  |
| May, Arthur                              | 상등병         | 1954.5.21  |
| McDonald, Ray                            | 포수           | 1952.11.15 |
| McKandry, John Lawrence                  | 이등병         | 1953.5.14  |
| McLaughlin, Edward Michael Noel          | 병장           | 1954.11.30 |
| McRae, John                              | 포수           | 1953.5.3   |
| Mollinson, Peter James                   | (해군)전신병   | 1957.10.29 |
| Mortimer, Raymond Herbert                | 포수           | 1952.9.14  |
| Murray, Lyn                              | 병장           | 1952.12.27 |
| Ngatai, Dickson                          | 통신병         | 1953.1.28  |
| O'Neil, Thomas Mervyn                    | 포수           | 1952.9.13  |
| Parker, Frederick William                | 상등병         | 1953.5.17  |
| Percival, Frank Osmond                   | 통신병         | 1951.12.6  |
| Poynton, Frederick Terence               | (해병대)상병   | 1951.9.15  |
| Quintall, Brian Charles                  | 이등병         | 1952.9.15  |
| Reid, Reginald James                     | 병장           | 1953.5.3   |
| Rodgers, Douglas Neville                 | 운전수         | 1953.12.27 |
| Scahill, James Martin Conrad             | 포수           | 1951.11.18 |
| Shortland, Joseph                        | 일병           | 1953.2.17  |
| Taiatini, Thomas Te Hau                  | (해군)이등병   | 1955.8.23  |
| Taylor, Colin Franklin                   | 운전수         | 1954.5.17  |
| Thomas, Graham Rangi Morrison            | 포수           | 1952.8.29  |
| Unsworth, Robert James                   | 대위           | 1953.1.12  |
| Vugler, Cedric John                      | 병장           | 1951.2.11  |
| Waitapu, Dennis                          | (해군)이등병   | 1955.11.25 |
| Watson, Jefford Rex                      | 포수           | 1951.11.18 |
| Whangapirita, Bryce                      | 운전병         | 1952.6.23  |
| Wicksteed, Barton                        | 소령           | 1952.8.4   |

### 한국-뉴질랜드의 우호관계
6·25 전쟁 발발 이전까지 한국과 뉴질랜드의 역사적, 외교적 관계는 대한민국을 한반도의 유일한 합법정부로 인정한 UN결의안에 찬성표를 던져주었던 것이 유일했다. 따라서 양국 간의 실질적인 교류와 협력은 1950년 6월에 발발한 6·25 전쟁에서 UN군의 일원으로 군대를 파견한 것으로부터 시작되었다. 이와 더불어 뉴질랜드는 한국전쟁 이후에도 국제 외교무대에서 변함없이 한국을 지지해 준 전통적인 선린우방국이다.

#### 정부간 교류

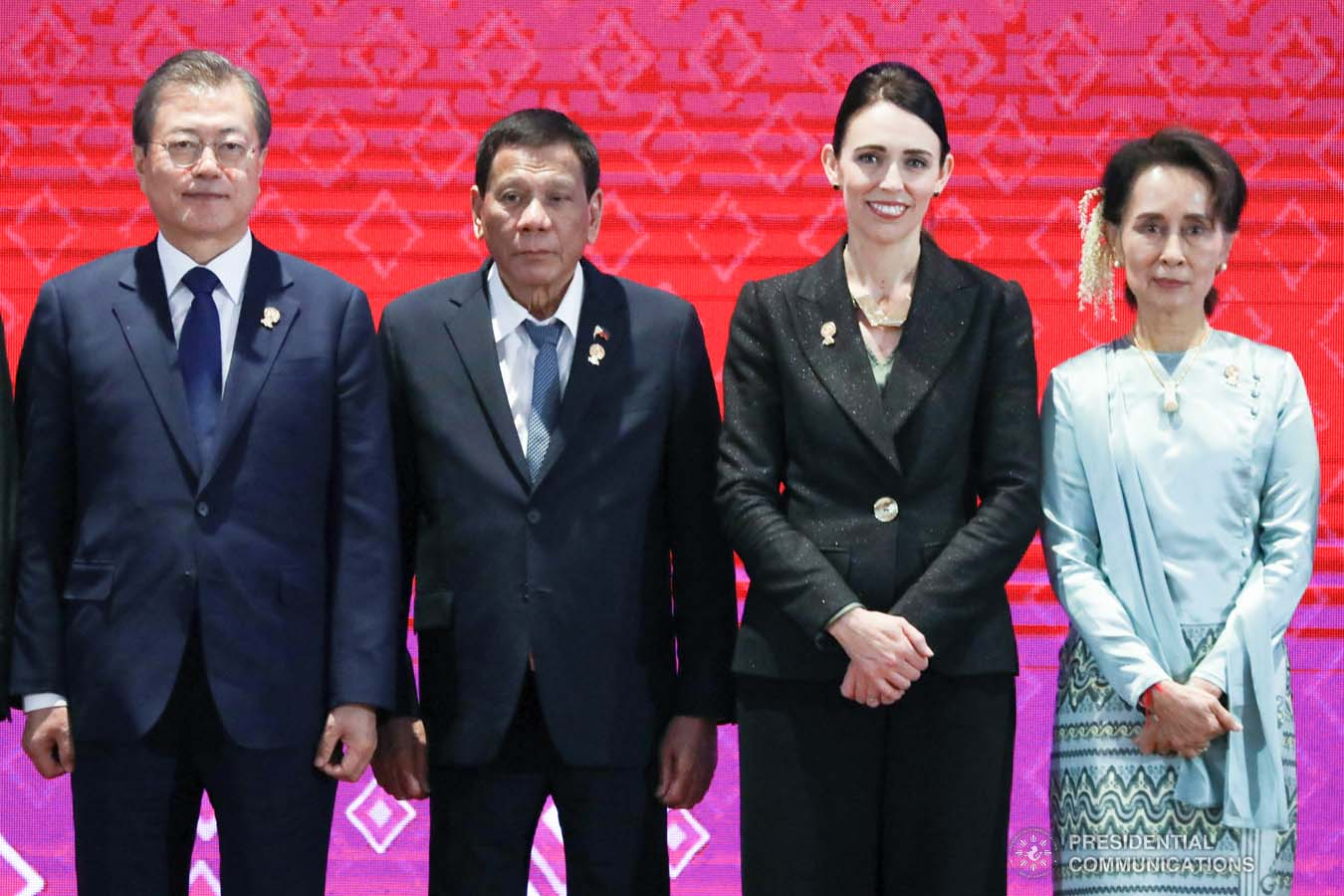
제14차 동아시아 정상회의(EAS) 기념촬영에서의 대한민국 문재인 대통령, 필리핀 로드리고 두테르테 대통령, 뉴질랜드 저신다 아던 총리, 미얀마 아웅산수찌 국가고문의 모습 (좌측부터)

1962년 3월에 한국-뉴질랜드의 공식적인 외교관계가 수립되었다. 이후 1968년 9월, 박정희 대통령의 뉴질랜드 국빈 방문, 그해 10월, Holyoake 뉴질랜드 총리의 한국 답방으로 상호 교류의 급물살을 타며, 무역, 경제, 기술 협력관계를 본격적으로 열어가기 시작했다. 또한 1971년 6월 뉴질랜드가 서울에 대사관을 설치하고, 이어 7월에는 한국이 웰링턴에 대사관을 설치함으로써 정치 및 외교 분야에서 양국의 긴밀한 협력의 발판을 마련했다. 그 후 양국은 전통적 우방국으로서 연례 외교장관회의, 정책협의회, 정치군사협의회와 같은 정부 대표 간 회의를 정례화하여 교류를 활발히 하고 있다. 양국은 실질협력을 강화하기 위해 1967년 4월 무역 및 경제협력협정을 시작으로 1978년 어업협정, 이중과세방지협정과 사증면제협정, 범죄인 인도조약과 정보통신협력약정 등을 연달아 체결했다. 그리고 2015년 3월에는 양국의 자유무역협정(FTA)이 정식 발효되었다.
한국과 뉴질랜드는 정상회담을 비롯한 활발한 고위급 교류로 우호관계를 다져오고 있다. 1999년 7월 제니 쉬플리(Jenny Shipley) 총리의 방한과 9월 김대중 대통령의 뉴질랜드 국빈 방문을 계기로 양국의 관계가 촉진되었다. 또한 헬렌 클락(Helen Clark) 총리의 방한과 2009년 이명박 대통령의 뉴질랜드 방문은 양국의 외교, 안보 및 통상 분야의 협력을 심화시켰다. 박근혜 정부가 출범한 이후 2013년과 2015년 두 차례에 걸쳐 존 키(John Key) 뉴질랜드 총리가 방한하여 양국 정상회담을 가짐으로써 양국 간 협력관계를 활성화시켰다. 2018년 12월 2일부터 12월 4일, 문재인 대통령은 뉴질랜드에 국빈 방문하여 정상회담, 동포간담회 등의 일정을 가졌다. 문재인 대통령은 아르헨티나 부에노스아이레스에서 열린 G20 회의에 참석한 뒤 귀국길에 오클랜드를 경유하여 12월 3일 동포 간담회, 12월 4일 저신다 아던(Jacinda Ardern) 총리와의 정상회담을 수행했다. 양국 대표는 정치, 경제, 사회, 문화 등 다양한 분야에서 교류와 협력을 확대해 나갈 것이라고 밝혔으며, 특히 뉴질랜드를 방문하는 한국인들을 대상으로 자동 입국심사 제도를 도입 및 사회보장협정을 연장하여 뉴질랜드에 사는 한국인들에 혜택을 줄 계획이라고 밝혔다.

#### 경제 및 통상적 교류
양국의 경제관계는 상호 호혜의 무역 관계를 토대로 하고 있다. 뉴질랜드는 제5위 교역국인 한국과의 통상관계를 중요시하여 교역 확대를 위한 FTA를 체결했다. 2020년 4월 누적 기준, 한국의 대(對) 뉴질랜드 수출은 4.13억 달러이고 수입은 3.84억 달러로 0.28억 달러의 무역수지 흑자를 기록하고 있다.
| 년도 | 수출액 | 수입액 | 무역수지 |
| ---- | ------ | ------ | -------- |
| 2016 | 1,305  | 1,098  | 207      |
| 2017 | 1,306  | 1,214  | 92       |
| 2018 | 1,744  | 1,380  | 364      |
| 2019 | 1,392  | 1,300  | 92       |
| 2020 | 697    | 489    | 208      |

한국은 뉴질랜드산 친환경 식품에 대한 꾸준한 수요로 쇠고기, 치즈, 버터 등 육류 및 낙농품의 수입이 큰 비중을 차지하고 있으며, 원목 역시 주요 수입 품목으로 0.65억 달러 교역규모를 유지하고 있다. 반면, 뉴질랜드는 경유, 휘발유, 제트유와 같은 정제유의 수출 비중이 높으며 꾸준한 인프라 건설 수요로 건설 중장비와 철강판 등이 주요 수출제품이다.
2019년 5월 2일 대한민국 외교부와 뉴질랜드 외교통상부는 14차 한국-뉴질랜드 경제공동위원회를 개최하고, 양국 간 교역·투자 등 경제협력 분야 전반에 대한 성과를 논의하고 향후 건설적인 협력 방안에 대해 논의했다. 양국의 주요 교역 분야인 농수산, 과학기술, 교육, 영화, 남극개발 등에 대한 협력 사업에 대해 성과를 점검하고, 향후 증진 방안을 모색하기로 합의했다. 또한, 경제공동위를 통해 포용적 성장에 초점을 맞추고 있는 양국 경제정책의 공동 목표를 확인하고, APEC, CPTPP 등 글로벌 무역 협력 및 WTO, G20, 기후변화, 브렉시트 등 글로벌 이슈에 대해서도 상호 의견을 교환하고 협력 방안을 논의하였다.

#### 인적 교류
1960~70년 대 원양어선 선원을 중심으로 뉴질랜드 이민이 시작되었다. 1986년 한국인의 정식 이민이 시작된 이래 1991년 일반 이민제도가 도입되면서 한국인 이민자 유입이 본격화되었다. 현재는 약 3만여 명의 교민이 뉴질랜드 내에서 거주하고 있으며, 그중 2만여 명이 현지 총인구의 1/3인 1백48만 명이 거주하는 오클랜드에, 또 오클랜드 거주 한인의 70%가 하버브리지 북쪽 노스쇼어 지역에 집중적으로 살고 있어서, 노스쇼어에서만큼은 한국어가 영어 다음으로 가장 많이 사용되는 언어다. 반면, 한국 내에는 주로 전문직 혹은 영어교사인 약 2천여 명의 뉴질랜드인이 거주하고 있다.

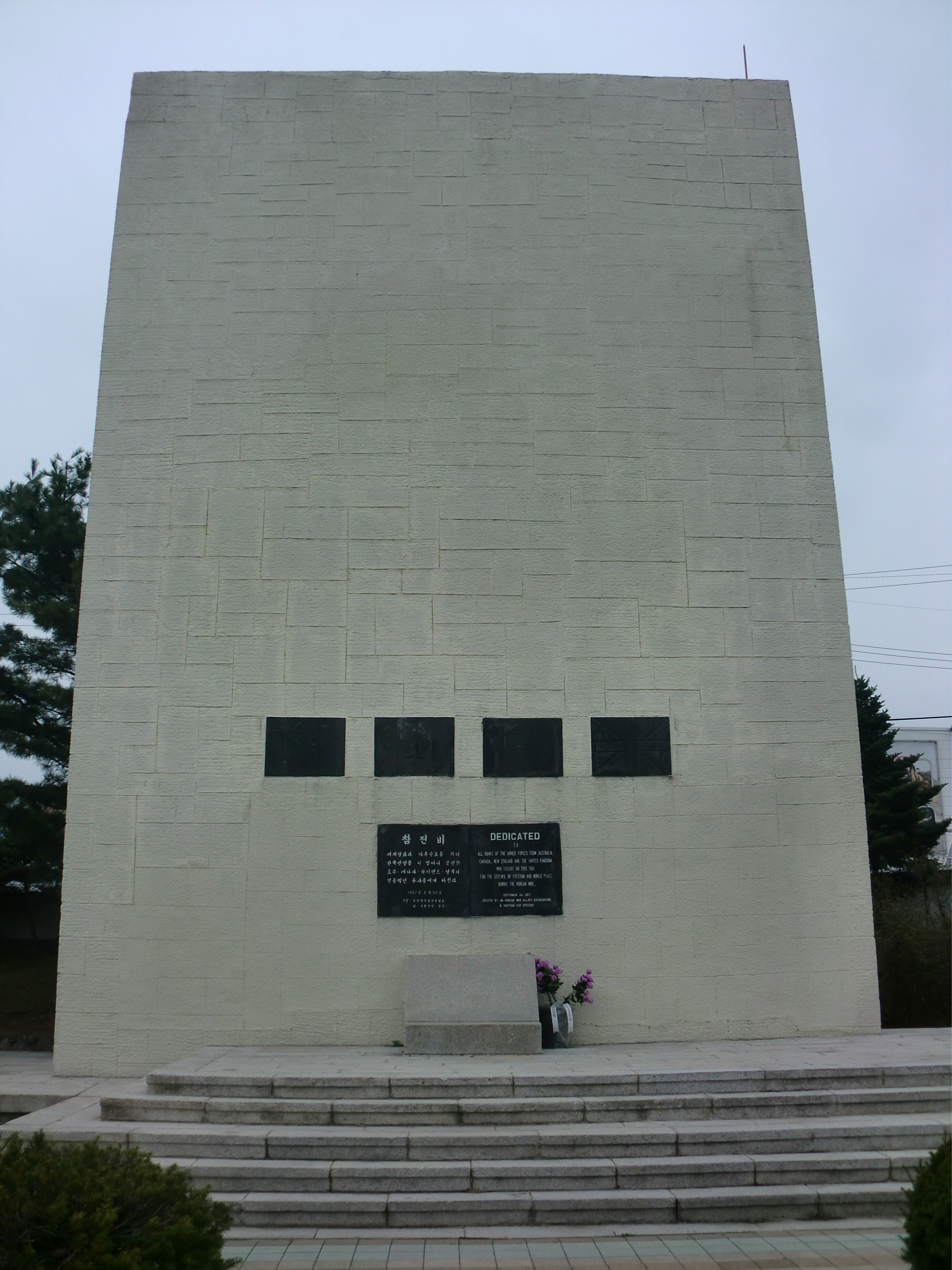
경기도 가평군에 위치한 영연방 참전 기념비의 모습

1990년대 초기의 한국 이민자들은 편의점, 식당 등 한정된 산업에 종사하였으나, 뉴질랜드 교육을 받은 1.5세대 및 2세대 이민자는 다양한 분야로 진출하고 있다. 대표적인 예시로 2014년 한인 최초 여성국회의원으로 당선된 멜리사 리 의원과 여자골프 세계 1위에 올라 뉴질랜드 최고의 스포츠 스타로 대우받고 있는 여자골프 선수인 리디아 고 등이 있다.

#### 문화 교류
한국에서 '연가'라고 불리는 노래는 사실 참전 용사들이 6·25 전쟁 기간 동안 불렀던 마오리족의 노래인 포카레카레 아나(Pokarekare Ana)에서 유래되었다. 여기서 6·25 전쟁 기간 동안 한국군과 뉴질랜드군이 합동작전을 수행하는 과정에서도 문화적인 교류가 이루어졌다는 사실을 알 수 있다.
최근에도 대한민국과 뉴질랜드 사이에서는 문화적 교류가 활발히 이루어지고 있다. 주뉴질랜드 대한민국 대사관은 '2019 K-Culture Festival' 행사를 7월 6일에 수도인 웰링턴시 마이클 파울러 센터(Michael Fowler Centre)에서 개최했다. 이 행사는 우리나라의 전통문화와 최신 K-Culture를 현지인들에게 소개하는 행사들로 구성되어 한국의 다양한 문화를 널리 알릴 수 있는 좋은 기회를 제공하였다. 또한 전통한복 패션쇼 프로그램을 통해 한국 고유의 전통의상이 가진 아름다움을 소개하였으며, 최근 더욱 뜨거워진 한류의 열풍을 느낄 수 있는 K-POP 콘서트와 비보이 퍼포먼스를 통해 현지 뉴질랜드 젊은이들의 시선을 사로잡았다. 특히 하이라이트 행사로 펼쳐진 K-POP 경연 대회는 현지인들로 구성된 여러 팀이 참여해 열띤 경쟁을 펼치기도 했으며, 불고기, 떡볶이 등의 전통음식들을 직접 맛볼 수 있는 시식 행사와 한국 제품을 홍보하는 오클랜드 무역관 홍보부스는 현지인들에게도 많은 관심을 받았다.

### 참전 기념사업

#### 참전 기념비

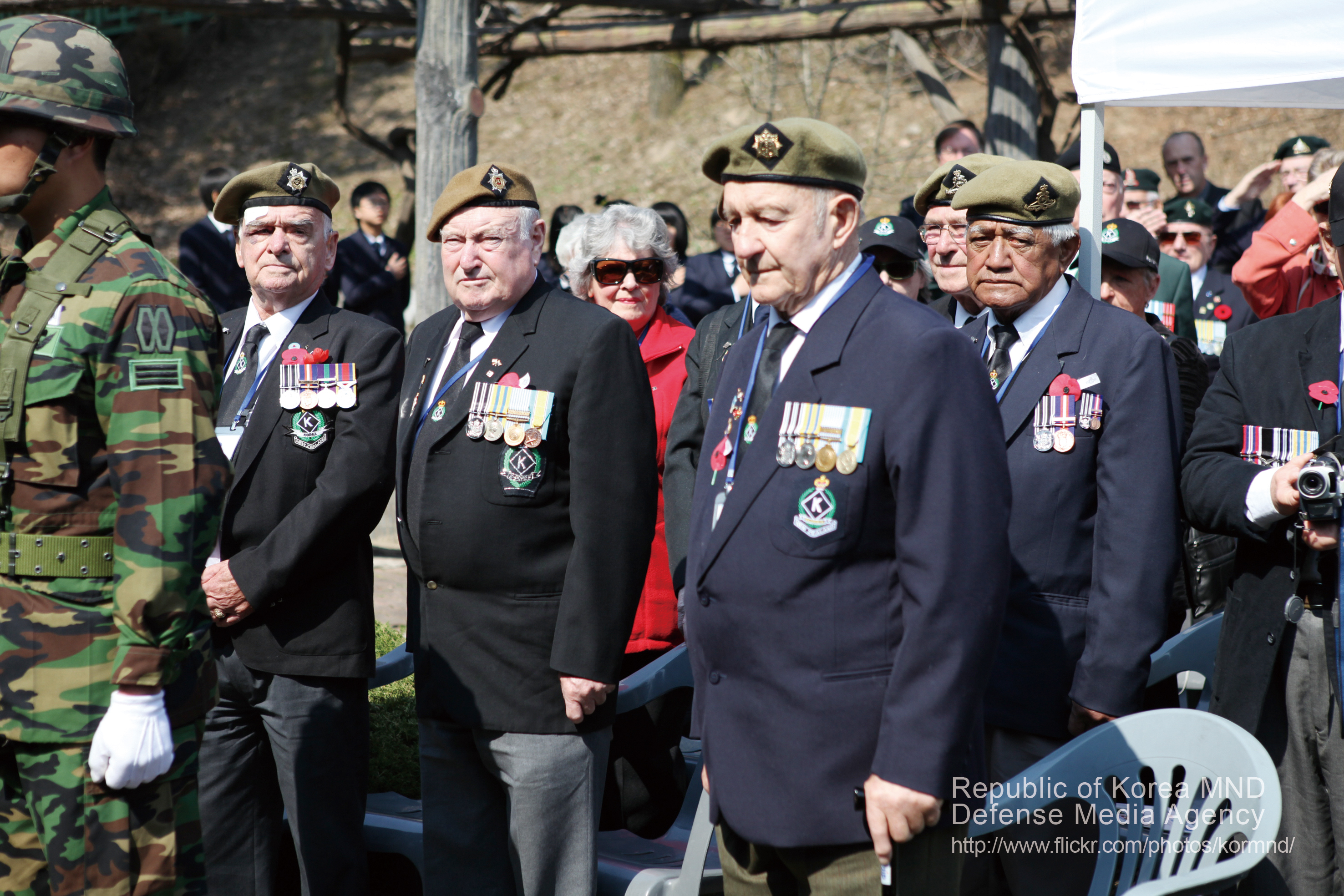
6·25전쟁 60주년 기념행사에 초청된 뉴질랜드 참전용사들의 모습

| 이름                             | 정의 | 지역                              | 건립일     | 건립자                           |
| -------------------------------- | --- | --------------------------------- | ---------- | -------------------------------- |
| 영연방 참전 기념비               | 한국 전쟁에 참전한 영국 연방 4개국인 영국, 오스트레일리아, 뉴질랜드, 캐나다 출신 군인들을 기념하기 위해 경기도 가평군에 세워진 기념비 | 경기도 가평군 가평읍 읍내리 365-1 | 1967.9.30  | 유엔한국참전국협회와 가평군 주민 |
| 가평 뉴질랜드 전투 기념비        | 경기도 가평군에 북배산으로 들어가는 입구 성황당고개에 있으며, 6.25 전쟁에 참전한 뉴질랜드군의 희생정신을 기리기 위해 세워진 기념비    | 경기도 가평군 북면 목동리 691-1   | 1988.9.23  | 가평군                           |
| 뉴질랜드 한국전 참전 기념석      | 1950년 12월 31일 부산에 도착한 뉴질랜드 SS올몬드 군함을 기념하기 위해 세워진 기념석                                                   | 부산 서구 암남동                  | 2001.5     | 부산시 서구청                    |
| 뉴질랜드 한국전 참전 기념비      | 부산광역시 남구 대연4동 유엔 기념 공원에 있는 6·25 전쟁에 참전한 뉴질랜드 군인들을 기리기 위해 건립된 기념비                          | 부산광역시 남구 유엔평화로 93     | 2005.11.19 | 헬렌 클락                        |
| 뉴질랜드 국회 한국전 참전 기념패 | 1960년 뉴질랜드 정부가 6·25 전쟁 참전을 추모하기 위해 뉴질랜드 위해 건립된 기념비                                                     | 뉴질랜드 국회의사당 내 회의장     | 1960       | 뉴질랜드 정부                    |
| 오클랜드 한국전 참전비           | 6·25 전쟁에 참전해 전사한 뉴질랜드 군인들을 추모하기 위한 기념비                                                                      | 오클랜드 도브 마이어 로빈슨 공원  | 1992.7.27  | 뉴질랜드 한국전 참전용사회       |
| 한국전 참전 기념비               | 유엔헌장에 따라 6·25 전쟁에 참전했던 뉴질랜드 군인들을 기리기 위한 기념비                                                             | 웰링턴 프랭크 키츠공원            | 2000       | 뉴질랜드 한국전 참전용사회       |
| 웰링턴 아오테아 한국전 참전비    | 뉴질랜드군이 유엔군의 일원으로 6·25 전쟁에 참전하기 위해 아오테아 선창가에서 승선한 것을 기념하기 위한 기념비                         | 웰링턴 아오테아 콰이              | 2000.12.10 | 뉴질랜드 한국전 참전용사회       |

#### 참전 기념행사
- 제69주년 영연방 한국전쟁 참전 기념행사[34](가평군, 2020년 기준)
- 6·25 전쟁 제70주년 행사[35](웰링턴 푸케아후 국립전쟁기념공원, 2020년 기준)
- 한국전 정전협정 체결 67주년 기념행사[36](웰링턴 오타키초등학교, 2020년 기준)
- 유엔 참전용사 재방한 사업[37](1975년부터 추진)
- 한국-뉴질랜드 참전용사 후손 비전캠프[38](국가보훈처 주관, 뉴질랜드 현지에서 진행, 2020년 기준)

#### 기타 참전 기념사업
- 한국전쟁 70주년 사진전[39](오클랜드, 2020년 기준)
- 참전용사께 감사 영어 편지쓰기 공모전[40](제19기 민주평화통일자문회의 뉴질랜드협의회 주관, 오클랜드, 2020년 기준)
- 다큐멘터리 《60년만에 꺼내 본 가방 속의 보물(2014)》, Happy World TV 제작, 한국방송통신전파진흥원(KCA) 지원
- 다큐멘터리 《봅을 찾아서(2019)》[41], Happy World TV 제작, 한국방송통신전파진흥원(KCA) 지원

## 같이 보기
- 6.25 전쟁 유엔군 파병 국가
- 6.25 전쟁 의료지원단 파견 국가

## 참고 문헌
- 박동찬 (2014년 6월 30일). 《통계로 본 6·25전쟁》 (PDF). 국방부 군사편찬연구소. 336~340쪽. 2021년 1월 11일에 원본 문서 (PDF)에서 보존된 문서. 2020년 12월 22일에 확인함.
- kotra(대한무역투자진흥공사). 《뉴질랜드》. 2021년 6월 14일에 원본 문서에서 보존된 문서. 2020년 12월 27일에 확인함.

- 6.25 전쟁과 유엔군 - 국방부 군사편찬연구소, 2015 (E-BOOK) 보관됨 2023-07-09 - 웨이백 머신
- 6.25 전쟁과 유엔군 - 국방부 군사편찬연구소, 2015 (PDF) 보관됨 2023-07-09 - 웨이백 머신
- 통계로 본 6.25 전쟁 - 국방부 군사편찬연구소, 2014 (E-BOOK) 보관됨 2023-07-09 - 웨이백 머신
- 통계로 본 6.25 전쟁 - 국방부 군사편찬연구소, 2014 (PDF) 보관됨 2021-01-11 - 웨이백 머신
- 유엔군 지원사 - 국방부 군사연구소, 1998 (E-BOOK) 보관됨 2023-07-09 - 웨이백 머신
- 유엔군 지원사 - 국방부 군사연구소, 1998 (PDF) 보관됨 2023-07-09 - 웨이백 머신
- 한국전쟁 요약 - 국방부 전사편찬위원회, 1986 (PDF) 보관됨 2023-07-09 - 웨이백 머신
- 한국전쟁사 제11권 - 유엔군 참전편 (뉴질랜드, 필리핀, 남아프리카 공화국, 태국, 튀르키예, 영국, 미국, 덴마크, 인도, 이탈리아, 노르웨이, 스웨덴) - 국방부 전사편찬위원회, 1980 (E-BOOK) 보관됨 2023-07-07 - 웨이백 머신
- 한국전쟁사 제11권 - 유엔군 참전편 (뉴질랜드, 필리핀, 남아프리카 공화국, 태국, 튀르키예, 영국, 미국, 덴마크, 인도, 이탈리아, 노르웨이, 스웨덴) - 국방부 전사편찬위원회, 1980 (PDF) 보관됨 2023-07-09 - 웨이백 머신

- The History of the UN Forces in the Korean War-2 (Australia, Canada, India, New Zealand, United Kingdom) - ROK Ministry of National Defense Institute for Military History, 1981 (E-BOOK) 보관됨 2023-07-09 - 웨이백 머신
- The History of the UN Forces in the Korean War-2 (Australia, Canada, India, New Zealand, United Kingdom) - ROK Ministry of National Defense Institute for Military History, 1981 (PDF) 보관됨 2023-06-05 - 웨이백 머신
- The History of the UN Forces in the Korean War-6 (Summary) - ROK Ministry of National Defense Institute for Military History, 1977 (E-BOOK) 보관됨 2023-07-09 - 웨이백 머신
- The History of the UN Forces in the Korean War-6 (Summary) - ROK Ministry of National Defense Institute for Military History, 1977 (PDF) 보관됨 2023-06-28 - 웨이백 머신